# Anastrepha manizaliensis
Anastrepha manizaliensis är en tvåvingeart som beskrevs av Norrbom, Korytkowski, Gonzalez och Orduz 2005. Anastrepha manizaliensis ingår i släktet Anastrepha och familjen borrflugor.
Artens utbredningsområde är Colombia. Inga underarter finns listade i Catalogue of Life.